# 孟時芳
孟時芳（？—？），字斯盛、晉醇，號芝軒，山西平陽府蒲州守禦千户所軍籍，明朝政治人物。

## 生平
萬曆十九年（1591年）辛卯科山西鄉試舉人，二十六年（1598年）成戊戌科進士。初选庶吉士，掌院刘文庄、曾文恪胥器重之。二十七年丁憂，三十一年補原职，本年授翰林院编修，分校三十五年丁未礼闱，教习内書堂。三十七年养病，四十年擢国子监司业，以御史辱国子生，东宫不亲讲席，皇太孙未出阁，抗疏力争，时称得体。迁右谕德，掌南院印篆，购遗书数万卷，资诸生讲习。四十三年升右庶子兼翰林院侍读，四十七年起升南京國子監祭酒。光宗即位，入为詹事府少詹事，侍讲筵，仪容严重，议论剀切，光宗叹息称善。天启元年，充实录副总裁官，寻升礼部右侍郎兼侍读学士，补经筵讲官，二年三月迁南吏部右侍郎，转礼部左侍郎，充实录总裁官，五年晋礼部尚书。值魏璫用事，决计请告致仕去。崇禎元年十月，特詔起復為南京禮部尚書，以病辞，弗至。著有碧山堂草、叢蓧園集諸書。

## 家族
曾祖孟鐩，知縣。祖孟汝貞（孟琳），同知；生祖孟汝賢。父孟桐，儒官。子孟绾祚，順治己丑進士。